# FAKE ME FAKE ME OUT
『FAKE ME FAKE ME OUT』は、Da-iCEの16枚目のシングル。2019年4月24日にユニバーサルシグマよりリリースされた。

## 概要
前作より5ヶ月ぶりとなるシングル。表題曲はCBCテレビ「本能Z」6月度エンディングテーマ及びドラマパラビ「癒されたい男」主題歌。カップリング「WELCOME!」は東建コーポレーション「ホームメイト」CMソング、「一生のお願い」はdTV×FOD共同製作ドラマ「花にけだもの～Second Season～」主題歌。
表題曲の作詞・作曲はOfficial髭男dismの藤原聡書き下ろし。ファンだったメンバーがオファーを出す形で実現した。藤原が男性アーティストに楽曲提供するのは今作が初。
振り付けはs**t kingzが担当している。

## チャート成績
2019年5月6日付のオリコン週間シングルランキングでは週間3位にランクインした

### 仕様
「通常盤」「初回生産限定盤A」「初回生産限定盤B」の3形態で発売。初回生産限定盤は「FAKE ME FAKE ME OUT」「WELCOME!」のミュージックビデオとメイキングが収録されたDVD付属。

## ミュージック・ビデオ
2019年2月9日に公開。監督は大久保拓朗。カップリングの「WELCOME!」は2019年4月22日に公開。監督は石井貴英。

## 収録曲
通常盤CD
1. FAKE ME FAKE ME OUT
作詞作曲：藤原聡（Official髭男dism）／編曲：CHOKKAKU
2. WELCOME!
作詞：sota.h・GASHIMA（WHITE JAM）／作曲・編曲：エリック・リボム・TAKAROT
3. 一生のお願い
作詞：sota.h・岩岡徹／作曲：sota.h・坂詰美紗子／編曲：石塚知生

初回限定盤CD
1. FAKE ME FAKE ME OUT
2. WELCOME!

初回限定盤A DVD
1. FAKE ME FAKE ME OUT (Music Video)
2. The making of 「FAKE ME FAKE ME OUT」

初回限定盤A DVD
1. WELCOME! (Music Video)
2. The making of 「WELCOME!」
3. WELCOME! (Official Video)

## テレビ演奏
- 2019年4月26日 - 日本テレビ系「バズリズム02」[10]